# Sanseitō
Sanseitō (参政党), qui se désigne en anglais comme « Party of Do it Yourself!! » (« Parti du Faites-le vous-même !! ») est un parti politique populiste d’extrême droite au Japon, fondé en 2020. Il a un siège à la Chambre des conseillers depuis les élections de 2022, devenant par la même occasion un parti politique officiellement reconnu en remportant plus de 2 % des voix lors du scrutin. 
Au moment de sa création, le parti promeut la désinformation sur la COVID-19 et défend des opinions anti-vaccin : son président, Manabu Matsuda (ja), qualifie les vaccins contre la COVID-19 d'« arme meurtrière ». Sanseitō a attiré l'attention des médias internationaux lors des élections à la Chambre des conseillers de 2022 en raison de la rhétorique antisémite de son secrétaire général, Sōhei Kamiya, lors d'apparitions publiques et de rassemblements de campagne. 
Les observateurs notent que Sanseitō diffère des partis politiques d'extrême-droite habituels au Japon, car la plupart de ses partisans sont des personnes aisées, auparavant apathiques politiquement, et attirées par le parti à travers des sujets comme l'alimentation biologique et la spiritualité,.

## Histoire
En 2018, Kamiya crée une « université du changement d'esprit » qui propose des séminaires en présentiel et en ligne au prix de 120 000 yens pour six mois (soit 815 USD, de l’ordre de 900 €). Les participants y discutent des « crimes commis par les étrangers » et de la « nécessité de faire revivre l'esprit japonais ». L’identité du futur parti nait au cours de cet enseignement.
Le parti est fondé en mars 2020 et devient actif en avril de la même année. Il compte alors environ 2 800 membres. Le parti gagne en popularité alors que l'épidémie de coronavirus cause beaucoup d’anxiété au sein de la population.
Pendant l’été 2020, Kamiya fonde l'« école Sanseito DIY » ; par ses frais d'inscription, elle rapporte 32 millions de yens en un an, ce qui contribue à l'autofinancement du parti.
Le parti présente cinq candidats pour le bloc de représentation proportionnelle nationale et 45 candidats dans toutes les circonscriptions pour les élections à la Chambre des conseillers du Japon de 2022. Sōhei Kamiya, candidat du Sanseitō au bloc de représentation proportionnelle nationale, remporte un siège. Le parti obtient plus de 2 % des voix dans les circonscriptions et au scrutin proportionnel, répondant ainsi aux exigences légales pour être reconnu comme parti politique.
En juillet 2022, le parti compte environ 90 000 membres, et, en février 2024, il dit en avoir 75 000, mais ces chiffres ne peuvent être confirmés de façon indépendante.
La chaîne YouTube du parti est populaire ; 400 000 personnes la suivent en 2025. En général, le parti gère très bien les réseaux sociaux et les nouveaux médias.
Lors des élections législatives du 27 octobre 2024, le parti obtient trois sièges, tous à la proportionnelle : Rina Yoshikawa, Yūko Kitano et Atsushi Suzuki.

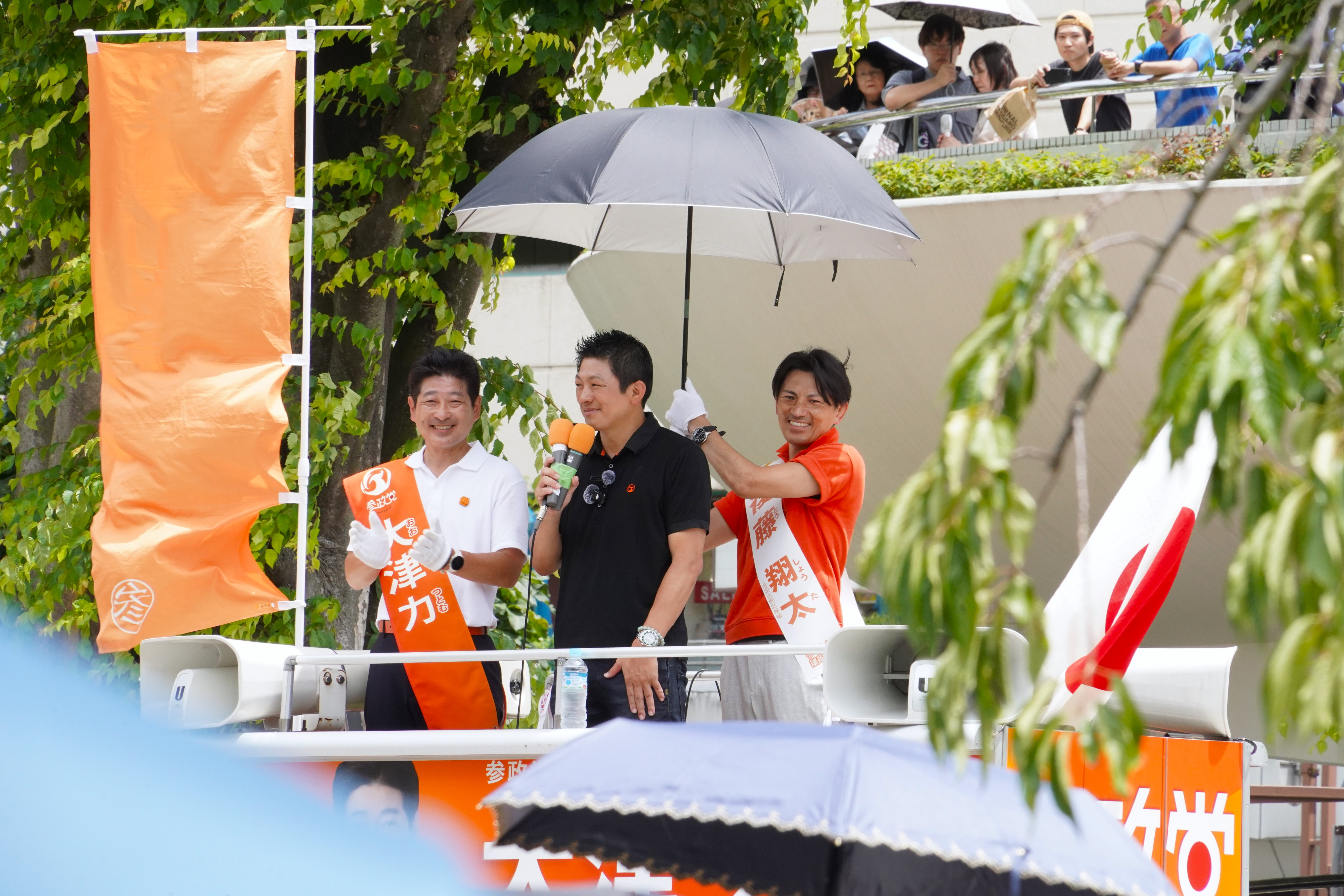
Sōhei Kamiya en campagne pour les élections de 2025.

En amont des élections sénatoriales du 20 juillet 2025, la campagne voit la montée en popularité de plusieurs partis ultraconservateurs qui portent une ligne nationaliste, populiste et anti-immigrationniste. Ces derniers parviennent à faire de l'immigration un enjeu majeur de la campagne électorale. Confronté au vieillissement de sa population et à l'importante baisse de sa population active qui en découle, le Japon a en effet de plus en plus recours à l'accueil de travailleurs étrangers. Ces derniers atteignent 3,5 millions en 2024, soit 2,8 % de la population, un record sur un archipel réputé pour son faible taux d'immigration. Cette montée est plus particulièrement incarnée par le Sanseitō et son dirigeant, Sōhei Kamiya, qui fait campagne sur le thème du « problème des étrangers », la comparaison avec la politique migratoire de l'Union européenne jugée « incontrôlée », ainsi que la mise en avant d'une « préférence nationale » sous le slogan « Les Japonais d'abord ! ». Son discours xénophobe touche une partie de l'électorat, qui estime normal « d'exiger que les immigrés respectent nos règles et que nous, les Japonais, bénéficiions d'une discrimination positive par rapport à eux. »,. Son slogan « Les Japonais d'abord » (日本人ファースト) marque les esprits. Le parti s'oppose à « l'accueil excessif d'étrangers », propose l’arrêt des aides sociales pour les étrangers, des restrictions sur leur embauche dans les administrations publiques et l'instauration d'un « système destiné à vérifier la loyauté des étrangers envers le Japon et les conditions dans lesquelles ils vivent réellement. » Le parti touche ainsi les électeurs les plus conservateurs du parti libéral-démocrate,. 
Le parti réussit une forte percée avec quatorze sièges remportés, alors qu'il n'en détenait qu'un dans l'assemblée précédente,. Ces sièges sont remportés à la fois dans des circonscriptions uninominales, Chisato Miyade obtenant ainsi pour la première fois dans l'histoire du parti un siège dans la préfecture d'Osaka,, et dans la circonscription proportionnelle. Fait assez rare dans la politique japonaise pour être signalé, la moitié des élus sont des femmes, à l'instar de Mana Iwamoto ou de Sayaka Shiori (ja),.

## Idéologie et idées politiques
Le parti est qualifié de conservateur traditionnel ou d’extrême-droite.
Le parti souhaite que les Japonais puissent choisir de ne pas porter de masque ni de se faire vacciner pendant la pandémie de COVID‑19 et il considère que la pandémie a été mise en scène,, notamment au profit du « capital financier international lié aux Juifs »,. Le président du parti, Sōhei Kamiya, a affirmé que « la globalisation est la cause de la pauvreté du Japon. » et attribue également les difficultés sécuritaires et économiques du Japon aux étrangers.
Les principales politiques du parti sont la « réforme de l'éducation » pour développer la capacité de penser et de valoriser la tradition, la « sécurité alimentaire » pour promouvoir des produits alimentaires naturels et sans pesticides, la « protection nationale » pour réguler les investissements étrangers,. Et, plus précisément, lors des élections à la Chambre des conseillers japonaise de 2022, le parti a également proposé la « libéralisation du port du masque ». En 2022, leurs électeurs sont constitués à la fois des jeunes et de la génération qui élève des enfants et qui souffre de fatigue pandémique, en particulier dans les régions où le taux de vaccination est plus faible,. Pour ces raisons, le parti a été critiqué et qualifié de parti politique d'extrême droite adhérant aux théories du complot,,,,,,. Le parti pense qu'il existe un « État profond ».
Le parti est favorable à une réécriture de la Constitution. Dans son projet de Constitution, le Sanseitô imposerait que le peuple honore le Rescrit impérial sur l’éducation, promulgué en 1890 par l’empereur Meiji, aboli en 1945 et devenu tabou dans les milieux éducatifs. Le parti souhaite une augmentation du budget de la défense jusqu'à 3 % du PIB. Certains de ses membres pensent que le Japon devrait s’équiper d'armes nucléaires.
Le parti appelle la guerre du Pacifique la « Grande guerre de l’Asie orientale » et affirme qu’il ne s’agissait « pas d’une guerre d’agression ». Il soutient également que son objectif était de libérer les pays asiatiques de l’Occident. Concernant la bataille d’Okinawa, il estime que l’armée japonaise « a combattu pour protéger Okinawa ». Il nie aussi l’existence des femmes de réconfort et du massacre de Nankin. Il considère la vision de l’histoire d’après-guerre comme une « vision masochiste de l’histoire », inculquée à la population par les politiques du Commandant suprême des forces alliées. Le parti prône l’enseignement d’une « vision de l’histoire empreinte du respect de soi ». 
Le parti est contre le mariage homosexuel, y compris les unions civiles[réf. nécessaire] et s'est opposé au projet de loi sur la compréhension LGBT.
Sur le plan économique, le parti considère qu'il faut diminuer les dépenses publiques de santé, et que les malades en phase terminale devraient payer eux-mêmes pour leurs traitements. Il est pour l'abolition de la TVA.
Selon le parti, le Japon ne devrait pas être dépendant de l'immigration et des étrangers.

## Partisans
Selon Mina Okamura, psychologue clinicienne et consultante en psychologie d'entreprise, les personnes indifférentes à la politique et aux élections s'intéressent aux mots-clés « anti-vaccin », « pas de masque » et « bio ». Ces politiques sont faciles à adopter par ceux qui n’ont pas étudié la politique. Dans l’ensemble, les électeurs de Sanseitō ne pensent pas que leur vote puisse changer la politique, mais ils encouragent les partis politiques qui existent déjà à essayer de faire ce qu’ils pensent être bien. Le discours du parti est plus émouvant que logique. Il fait donc appel à la sensibilité des personnes inexpérimentées en politique et reçoit leur soutien.
Selon l'analyste politique japonais Hiroo Hagino, le parti est soutenu par la population jeune, déçue par une politique centrée sur les personnes âgées. Selon une enquête de JNN, une proportion plus élevée de jeunes ont voté pour Sanseitō lors des dernières élections, comparés aux autres groupes démographiques. Certains responsables du Parti libéral-démocrate (PLD) ont exprimé leur inquiétude quant à la possibilité de perdre des voix, car les deux partis ont des politiques conservatrices. La plupart des électeurs de Sanseitō ne soutiennent pas le gouvernement Kishida.

## Résultats des élections

### Chambre des conseillers
| Élection | Chef         | Scrutin majoritaire | Scrutin majoritaire | Scrutin majoritaire | Proportionnelle | Proportionnelle | Proportionnelle | Sièges   | Sièges  | Sièges  | Sièges  | Rang | Statut     |
| Élection | Chef         | Votes               | %                   | Sièges              | Votes           | %               | Sièges          | Élection | +/-     | Total   | +/-     | Rang | Statut     |
| -------- | ------------ | ------------------- | ------------------- | ------------------- | --------------- | --------------- | --------------- | -------- | ------- | ------- | ------- | ---- | ---------- |
| 2022     | Sōhei Kamiya | 2 018 215           | 3,80                | 0 / 75              | 1 768 385       | 3,33            | 1 / 50          | 1 / 125  | nouveau | 1 / 248 | nouveau | 8e   | Opposition |

### Élections législatives
| Élection | Chef         | Circonscription électorale         | Candidat       | Votes | %   | Position | Statut  |
| -------- | ------------ | ---------------------------------- | -------------- | ----- | --- | -------- | ------- |
| 2024     | Sōhei Kamiya | Quinzième circonscription de Tokyo | Rina Yoshikawa | 8 639 | 5,1 | 6e       | Non élu |